# Calditrichota
Calditrichota o Calditrichaeota es un filo de bacterias gramnegativas recientemente propuesto (2003). Inicialmente descubiertos en los ambientes termófilos de las fumarolas oceánicas, posteriormente han sido identificados en abundancia y globalmente distribuidos en los sedimentos marinos fríos. Su modo de nutrición es organoheterótrofa con capacidad para degradar sustratos proteínicos.
Tres representantes del filo, pertenecientes a los géneros Caldithrix y Calorithrix, han sido cultivados. Estos organismos han sido aislados de fumarolas oceánicas y son termófilos y anaerobios. Su modo de nutrición es quimioorganoheterótrofa, en particular mediante la fermentación de sustratos proteínicos generando hidrógeno. Otros seis representantes, inicialmente no identificados como miembros del filo, han sido encontrados en bases de datos genómicas. Aunque no han sido cultivados, el estudio de sus genomas muestra un metabolismo potencialmente quimiorganoheterótrofo con capacidad para degradar sustratos proteínicos utilizando peptidasas extracelulares. También presentan genes que les proporcionan tolerancia al oxígeno, lo que les permite proliferar en la parte superior de los sedimentos.
Calditrichaeota forma parte del grupo FCB (Fibrobacteres-Chlorobi-Bacteroidetes), encuadrándose sus parientes más cercanos en el filo Ignavibacteria.